# Brignac, Morbihan
Brignac är en kommun i departementet Morbihan i regionen Bretagne i nordvästra Frankrike. Kommunen ligger i kantonen Mauron som tillhör arrondissementet Vannes. År 2022 hade Brignac 198 invånare.

## Befolkningsutveckling
Antalet invånare i kommunen Brignac
| Referens: INSEE |